# Operace Spelter

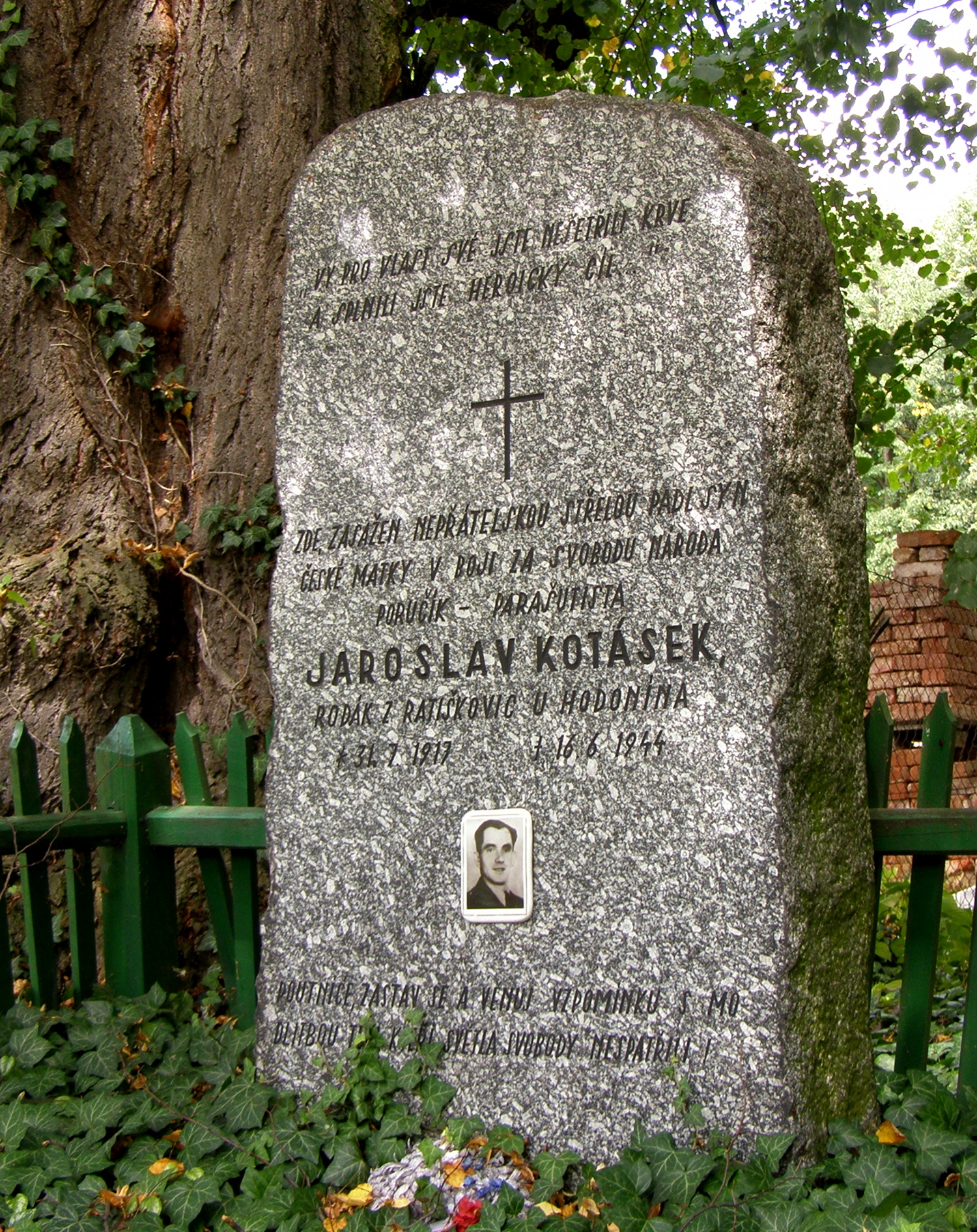
Pomník padlého parašutisty Jaroslava Kotáska

Operace Spelter byl krycí název pro paradesantní výsadek vyslaný během druhé světové války z Anglie na území Protektorátu Čechy a Morava. Byl organizován zpravodajským odborem exilového Ministerstva národní obrany a řazen byl do třetí vlny výsadků.

## Složení a úkoly
Desant tvořili štábní kapitán Břetislav Chrastina, rotný Jaroslav Kotásek a radisté rotný Rudolf Novotný a četař Jan Vavrda. Jejich úkolem byla podpora a rozšiřování odbojové činnosti a dále sběr zpravodajského materiálu a udržování radiového spojení s Londýnem. Pro tento úkol byli vybaveni radiostanicí s krycím názvem Lenka.

Složení výsadku SPELTER
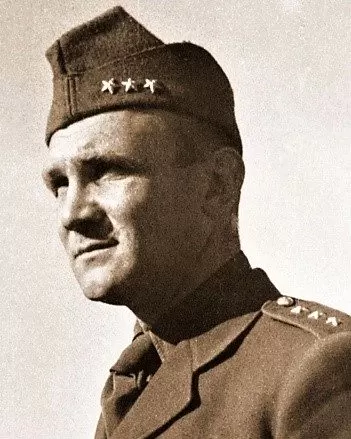
Břetislav Chrastina
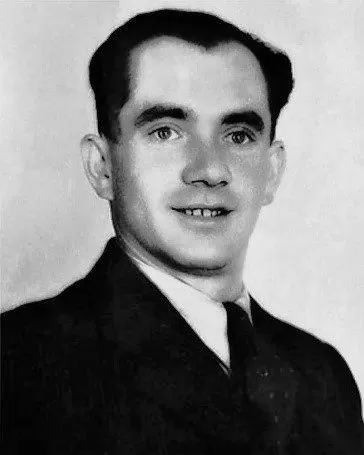
Jaroslav Kotásek
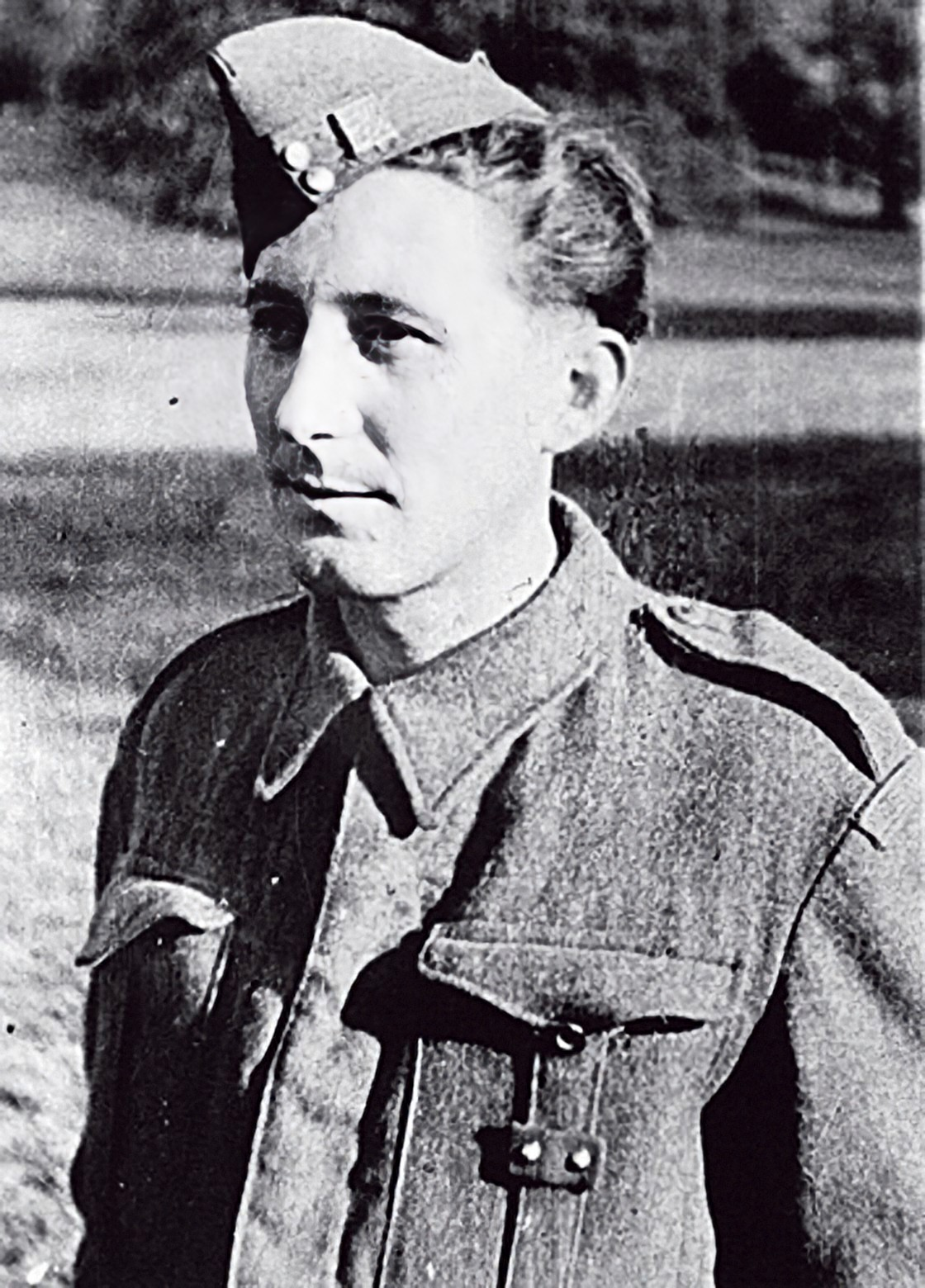
Rudolf Novotný
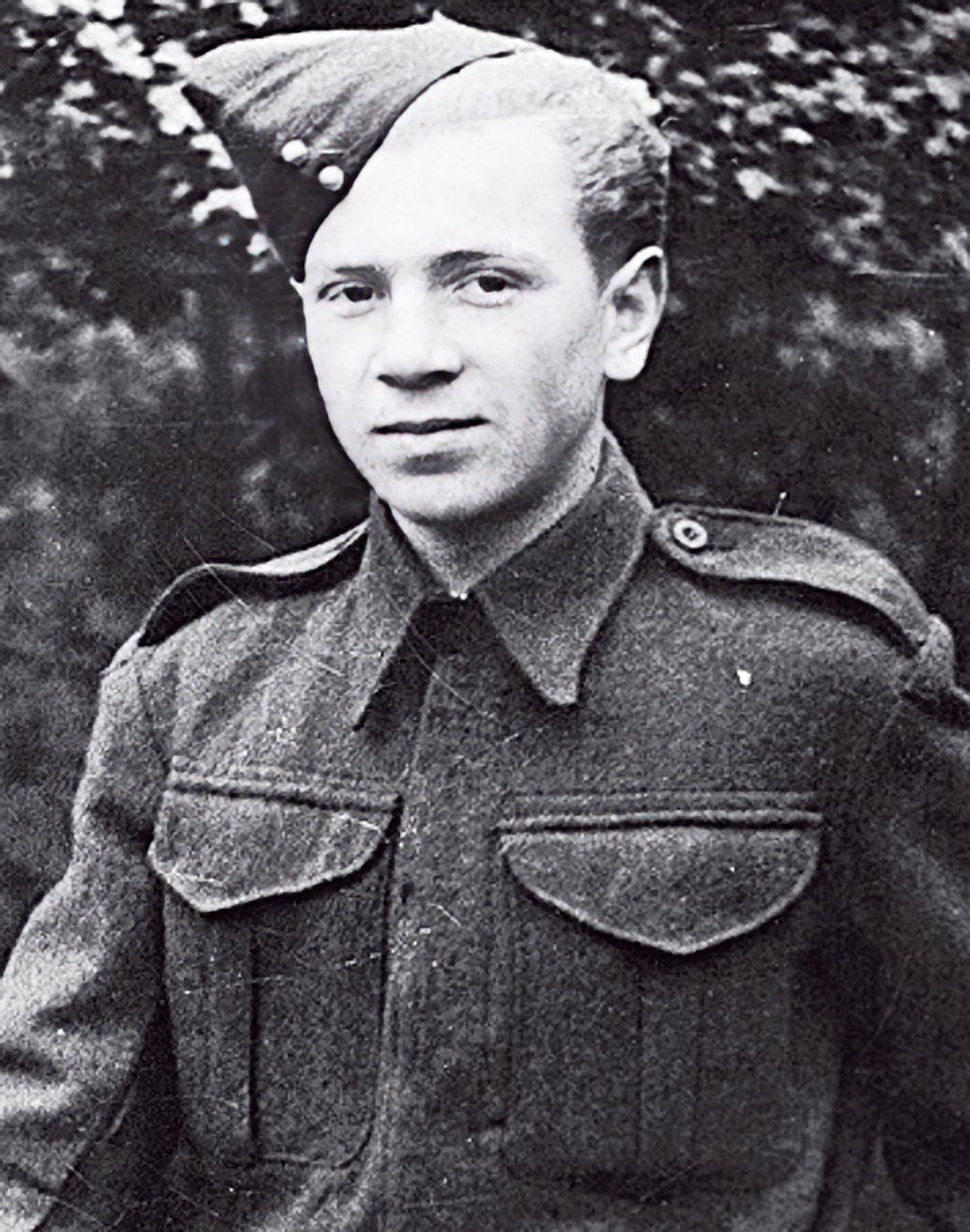
Jan Vavrda

## Činnost
Desant byl vysazen ze 4. na 5. května 1944 poblíž Kramolína (společně s výsadkem Potash). Po seskoku došlo ke komplikacím; Kotásek zůstal uvězněn v padákovém postroji na stromě, následně nemohly být padáky zamotané v korunách stromů ukryty. Během přesunu ztratil Chrastina při brodění potokem boty a se sdělením, že si sám opatří jiné skupinu opustil, ale znovu se s ním ostatní členové výsadku neshledali. Mezitím gestapo začalo po výsadku pátrat.
Poblíž Boňova se zbývající členové desantu setkali s tzv. noční hlídkou. S její pomocí získali přechodný úkryt. K dalším obtížím došlo i při pozdějším přesunu; na kontaktní adrese nebyli přijati. Velitel skupiny kpt. Chrastina se neobjevil (podařilo se mu dostat na Slovensko a přidat se k partyzánům, v jejichž řadách se účastnil SNP) a velení převzal Kotásek. Z bezpečnostních důvodů zůstával v úkrytu i materiál a skupina nemohla plnit naplánované úkoly. Brzy došlo s pomocí místních k přesunu do hájovny hajného Vitouše na okraji lesa na Ostrém nedaleko Myslibořic. Kromě navázání spojení s místním odbojem bylo navázáno spojení s Londýnem a to v noci z 5. na 6. června.
O pobytu výsadkářů vědělo čím dál více lidí. Nakonec se o nich přes své konfidenty dozvědělo i gestapo. Díky tomu byli výsadkářům při jednání nastrčeni místo zástupců brněnské odbojové organizace gestapáci. Část příslušníků gestapa chtěla využít výsadkáře k radiové hře proti Londýnu a k akci proti Carbonu. Další část navrhovala likvidaci skupiny. Nastrčení spolupracovníci gestapa byli ale odhaleni jiným konfidentem a příslušníci Spelteru byli přes Londýn varováni, že jednají se zrádci.
Gestapo se rozhodlo pro likvidaci skupiny a zatklo jednoho ze spolupracovníků Spelteru Ladislava Papulu. Od něj se snažili získat informace o pobytu výsadkářů. V noci z 15. na 16. června došlo při pokusu o zatčení výsadkářů k boji mezi nimi a gestapem; Novotnému a Vavrdovi se podařilo uprchnout, Kotásek padl. Mnoho jejich pomocníků se ale dostalo do rukou gestapa. Za pomoc parašutistům byli v Mauthausenu popraveni občané Myslibořic (rodina Papulova), Račic (Urbánkovi) a Boňova (Michal Kratochvíl, František Pelán, František Durda).
Díky kontaktům z doby před zatýkáním se oběma zbývajícím členům Spelteru podařilo ukrýt v Šašovicích a poté v Želetavě. Získali nové falešné doklady a díky provizorně sestavené vysílačce znovu navázali spojení s Londýnem. Oba výsadkáři navíc dokázali sjednotit 12 různých odbojových skupin s přibližně 200 členy. Vzniklá odbojová organizace, která po válce dostala název Lenka - Jih (Lenka byl krycí název nově sestavené vysílačky, Jih bylo odvozeno od slova Jihlavsko). Skupina působila od Brtnice až Moravské Budějovice a zaměřovala se zejména na zpravodajskou a sabotážní činnost. Zároveň zorganizovala a přijala dva shozy materiálu, vykorespondovala dodání celkem 9 tun materiálu.
Činnost skupiny byla oficiálně ukončena 31. května 1945.

## Současnost
Dne 3. května 2019 bylo připomenuto výročí 75 let od výsadku. Konalo se pietní setkání u Kramolína za účasti vojáků z Náměště nad Oslavou a žáků základních škol v Myslibořicích a Jaroměřicích nad Rokytnou. V říjnu roku 2019 byla v zámecké konírně v Moravských Budějovicích uvedena výstava o operaci Spelter. V roce 2021 provedli vojáci 22. vrtulníkové základny Armády ČR výsadek na stejné místo jako původní výsadek operace a následně položili k památníku operace květiny.